# Randy Heath
Randy T. Heath (Kanada, Brit Columbia, Vancouver, 1964. november 11. –) profi jégkorongozó.

## Karrier
Komolyabb junior karrierjét a BJCHL-es Vancouver Villasban kezdte 1980-ban és 50 mérkőzést játszott. Kettő mérkőzésre már bemutatkozott a WHL-es Portland Winter Hawksban. 1981-ben már ebben a csapatban játszott egészen 1984-ig. 1982-ben és 1983-ban bejutottak a Memorial-kupa döntőben, amit 1983-ban meg is nyertek. Az 1983-as NHL-drafton a New York Rangers a második kör 33. helyén választotta ki. Legjobb WHL-es idényében 72 mérkőzésen 151 pontot szerzett. Képviselte hazáját az 1984-es U20-as jégkorong-világbajnokságon, ahol a 4. helyen végeztek. 1984–1985-ben bemutatkozott a Rangers színeiben 12 mérkőzésen és 5 pontot szerzett. A szezon többi részét az AHL-es New Haven Nighthawks játszotta le, összesen 60 mérkőzést és 49 pontot szerzett. A következő szezonban már csak egy mérkőzést játszhatott az NHL-ben és utána már nem kapott több lehetőséget. Ismét az AHL-ben, a New Haven Nighthawksban lépett jégre a teljes idényben és 77 mérkőzésen 74 pontot szerzett. 1986-ban átigazolt Európába, a svéd legfelső osztályba, az Elitserienbe. Az európai pályafutását Skellefteå AIK-ban kezdte. A következő bajnoki szezonban már a svéd másodosztályban, a VIK Västerås HK-ban szerepelt. A következő idényben 1988–1989-ben a csapat feljutott az Elitserienbe. A szezon végén visszavonult.

## Díjai
- WHL Első All-Star Csapat: 1983
- Memorial-kupa All-Star Csapat: 1983
- Ed Chynoweth-kupa: 1982, 1983
- Memorial-kupa: 1983
- WHL Nyugat Első All-Star Csapat: 1984